# Альтіплано

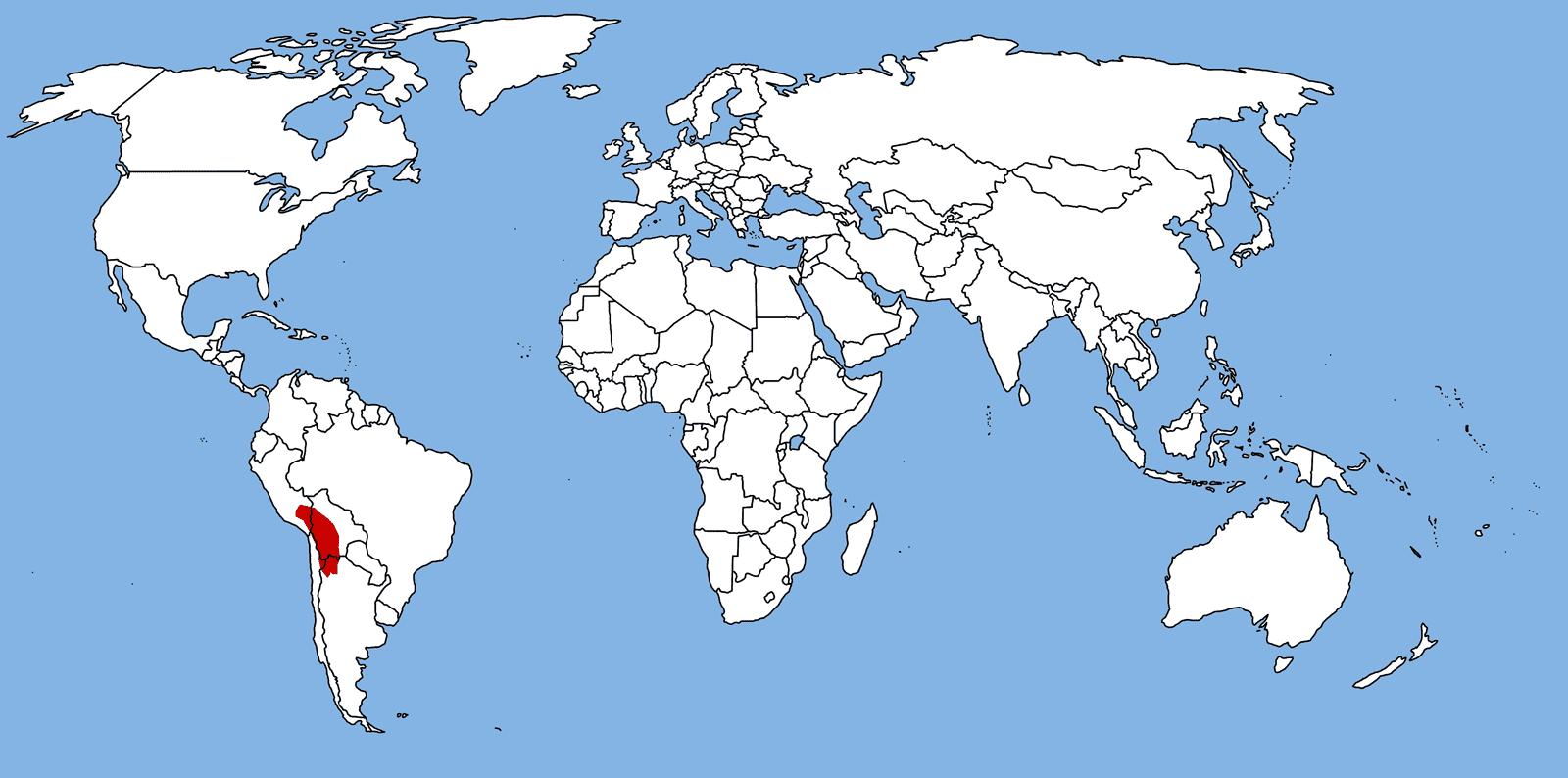
Розташування Альтиплано у Південній Америці

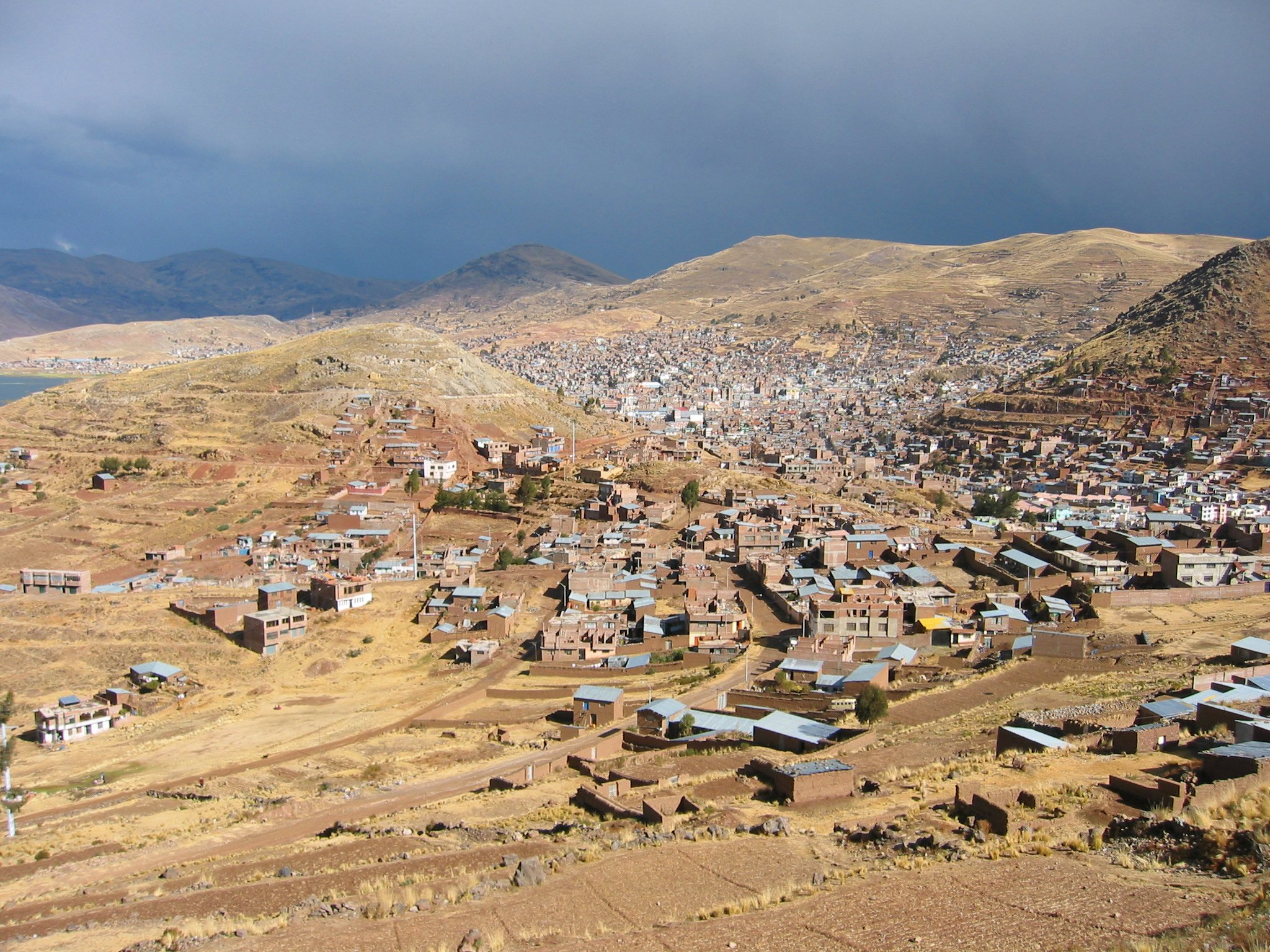
Пуно, Перу

Альтіплано (ісп. altiplano, від alto — високий і plano — площина) — велике плато в Андах, помережане вулканами. Є західною зниженою частиною внутрішнього плоскогір'я Центральних Анд і займає прикордонні території Чилі, Болівії, Перу і Аргентини. Суха земля Альтіплано буквально всіяна солончаками — величезними басейнами солі. У цій області знаходиться безліч озер самих різних форм і розмірів, з яких найбільшими є Тітікака і Поопо, які є «спадкоємцями» величезних водойм Баллівіан і Мінчін глибиною до 100 м, півтора мільйона років тому вкривало значну частину Альтіплано. щільно заселена західна частина плоскогір'я Пуна Центральних Анд Південної Америки, що простягнулася з півдня Перу до північного заходу Аргентини. Висота 3 — 4 тис. м.

## Розташування
Альтіплано — область внутрішнього сточища, що лежить в центральних Андах, яка займає північну частину Чилі і Аргентини, західної Болівії і південного Перу. Її висота становить у середньому близько 3750 м, трохи менше, ніж у Тибетського нагір'я. На відміну від Тибету, Альтіплано переважають масивні активні вулкані в центральній вулканічній зоні на заході, такі як Ампато (6288 м), Тутупака (5816 м), Парінакота (6348 м), Гуаятірі (6071 м), Серро-Парома (5728 м), Утурунку (6008 м) і Ліканкабур (5916 м), і Кордильєра-Реаль на північному сході з Іямпу (6368 м), Уайна-Потосі (6088 м), Анкоума (6427 м) і Іїмані (6438 м). Пустеля Атакама один з найпосушливіших районів планети, що лежить на південний захід від Альтіплано, на сході розташовуються вологі тропічні ліси Амазонки.
Альтіплано відоме гіпоксичним повітрям, викликаного дуже великою висотою.